# Heloisa Pontes
Heloísa André Pontes (Belo Horizonte, 27 de abril de 1959) é uma antropóloga brasileira.

## Vida
Heloísa Pontes graduou-se em Ciências Sociais pela Universidade Estadual de Campinas em 1980. É mestra em Antropologia Social, também pela Universidade Estadual de Campinas (1986), e doutora em Sociologia pela Universidade de São Paulo (1996). Realizou pesquisas de pós-Doutorado pela Stanford University (2002). Obteve o título de Livre-Docente pela Unicamp (2008).
É professora do Departamento de Antropologia do Instituto de Filosofia e Ciências Humanas (IFCH) da Universidade Estadual de Campinas (Unicamp), pesquisadora do Pagu - Núcleo de Estudos de Gênero da Unicamp e bolsista de produtividade em pesquisa do CNPQ (Conselho Nacional de Desenvolvimento Científico e Tecnológico). É também membro do comitê acadêmico da  Associação Nacional de Pós-Graduação e Pesquisa em Ciências Sociais (biênio 2009-2010), integrou o comitê editorial da Revista Brasileira de Ciências Sociais e foi editora da seção de resenhas dos Cadernos Pagu.
É autora, entre outras publicações, de Destinos Mistos. Os Críticos do Grupo Clima em São Paulo (1940 – 1968) (São Paulo: Companhia das Letras, 1998), ganhador do prêmio CNPQ-Anpocs de melhor obra científica em Ciências Sociais e Intérpretes da metrópole: história social e relações de gênero no teatro e no campo intelectual, 1940-1968 (Edusp/Fapesp, 2010). Intérpretes da Metrópole, lançado em março de 2011, resulta da sua tese de livre-docência defendida em 2008. Na obra, a autora procura apreender as relações entre a cidade (São Paulo) e a vida intelectual, a universidade e o teatro, sob a ótica da história da cultura e das relações de gênero.
Suas pesquisas estão voltadas para a antropologia urbana, a sociologia e a etnografia da vida intelectual, a história social do teatro brasileiro, e as relações entre gênero e corporalidade. Até 2024, já havia orientado onze doutorados (dois deles premiados pela Capes e um pelo Centro Nacional de Folclore e Cultura Popular) , dezoito mestrados (um deles premiado pela Anpocs), oito monografias de graduação (duas delas premiadas pelo IFCH - Unicamp), dezesseis projetos de iniciação científica (dois deles premiados pela Pró-Reitoria de Pesquisa da Unicamp). Entre 2010 e 2024, foi pesquisadora ID do CNPQ. Também foi pesquisadora do IDESP (Instituto de Estudos Econômicos e Sociais de São Paulo). Foi a coordenadora brasileira da REMIAL (Red de Estudios Mujeres Intelectuales) sediada no Centro de Historia Intelectual da Universidade Nacional de Quilmes, Argentina até jullho de 2024.
É casada com o sociólogo Sergio Miceli.

## Publicações
- Intérpretes de la metrópoli. Historia social y relaciones de género en el teatro y en el campo intelectual en San Pablo, 1940-1968. 1a. ed. Bernal, provincia de Buenos Ai: Universidad Nacional de Quilmes, colección ? La ideologia argentina y lationamericana, 2016.
- Cultura e Sociedade. Brasil e Argentina. 1a. ed. São Paulo: Edusp, 2014.
- Intérpretes da metrópole. História social e relações de gênero no teatro e no campo intelectual, 1940-68. 1a.. ed. São Paulo: Edusp (com apoio da Fapesp)., 2010.
- Cadernos Pagu (22) - O risco do bordado. Campinas: Publicação do Pagu, Núcleo de Estudos de Gênero da Unicamp, 2004.
- Antropologias, histórias, experiências. 1. ed. Belo Horizonte: Ed. da UFMG e Fapesp, 2004.
- Antropologia na pós-graduação. Campinas: Publicação do IFCH da UNICAMP, 2002.
- Destinos mistos: os críticos do Grupo Clima em São Paulo, 1940-68. SÃO PAULO: COMPANHIA DAS LETRAS, 1998.
- Guia bibliográfico dos brasilianistas :obras e autores editados no Brasil entre 1930 e 1988. São Paulo: Sumaré/Fapesp, 1992.[4]